# Apaturina nominata
Apaturina nominata är en fjärilsart som beskrevs av Felix Bryk 1939. Apaturina nominata ingår i släktet Apaturina och familjen praktfjärilar. Inga underarter finns listade i Catalogue of Life.